# Gamma Leonis
Gamma Leonis, também conhecido como Algieba ( que significa "a testa" em árabe) é um sistema binário de estrelas que está localizado na constelação de Leo. O sistema possui uma magnitude aparente de 2,08 e é a segunda estrela mais brilhante na constelação, ficando atrás apenas de Regulus. Como medido pelo por um paralaxe do satélite Hipparcos, Gamma Leonis está a 130 anos-luz da Terra. O componente primário, Gamma1 Leonis, é uma gigante laranja que é apenas 1,23 vezes mais massiva que o Sol, mas se expandiu para 32 vezes o seu tamanho. Em 2009, um exoplaneta foi encontrado orbitando-a por meio do método da velocidade radial, enquanto outro exoplaneta foi também foi descoberto mas ainda não foi confirmado. O componente secundário, Gamma2 Leonis, é uma gigante amarela.
Ambas as estrelas do sistema podem ser resolvidas (vistas individualmente) utilizando um telescópio de 80mm. Eles são separados visualmente por uma distância de 4,6 arcosegundos. Fisicamente, a distância entre os dois varia entre 25 e 313 unidades astronômicas e eles demoram 510 anos para completar uma órbita. As magnitudes aparentes de Gamma1 e Gamma2 Leonis são de 2,37 e 3,64 respectivamente.
Gamma Leonis faz parte um asterismo chamado "the Sickle" (a foice), composto por Regulus, Zeta Leonis, Eta Leonis, Mu Leonis e Epsilon Leonis, que forma a cabeça do leão.

## Nome
Gamma Leonis (γ Leonis, γ Leo) é a designação de Bayer da estrela. Os componentes A e B são por vezes referidos como γ2 Leonis e γ2 Leonis. A estrela também recebe o nome tradicional Algieba (ou Al Gieba), que é derivado do árabe الجبهة Al-Jabhah e significa "a testa". Apesar desse significado, a estrela na verdade está na juba do leão.

## Sistema planetário
Em 6 de novembro de 2009, foi descoberto a existência de um exoplaneta orbitando a estrela primária (Gamma1 Leonis) por um grupo de cientistas liderado por Inwoo Han. O planeta, denominado Gamma1 Leonis b, foi descoberto com o método da velocidade radial e a sua massa mínima foi medida em 8,78 vezes a massa de Júpiter (MJ). Em 2023, a massa mínima do planeta foi revisada para 10,7 MJ com base em uma massa maior da estrela hospedeira. Gamma1 Leonis b está a cerca de 1,19 unidades astronômicas (178.000.000 km) de sua estrela e possui um período orbital de 429 dias (1 ano e 64 dias).
Outros dois sinais de velocidade radial também foram detectados, com períodos de 8,5 e 1.340 dias respectivamente. O primeiro sinal provavelmente é causado por pulsação estelar, já o segundo pode indicar a existência de outro exoplaneta. O planeta proposto tem uma massa mínima de 2.14 MJ e está localizado a 2.6 unidades astronômicas de sua estrela. Mais observações são necessárias para confirmar a sua existência.
| Nome               | Massa (MJ) | Semieixo maior (UA) | Período orbital (dias) | Excentricidade | Inclinação | Raio (RJ) |
| ------------------ | ---------- | ------------------- | ---------------------- | -------------- | ---------- | --------- |
| b                  | ≈10,7      | 1,19                | 429                    | 0.14           | –          | –         |
| c (não confirmado) | ≥2,14      | 2,6                 | 1,340                  | 0.13           | –          | –         |